# 래비지 (영화)
《래비지》(영어: Ravage)는 2019년에 뉴욕 호러 필름 페스티벌에 상영된 미국의 영화이다.

## 캐스팅

### 주연
- 애나벨 덱스터-존스 : 하퍼 사이크스 역
- 로버트 롱스트리트 : 레이브너 역
- 브루스 던 : 말린크로크르트 역

### 조연
- 에릭 넬슨 : 내쉬 역
- 조슈아 브래디 : 킨지 역

## 수상
- 2019년 제17회 뉴욕 호러 필름 페스티벌 수상 여우주연상 (애나벨 덱스터-존스), 장편영화상 (테디 그레넌)